# Zuid-Amerikaanse visdief

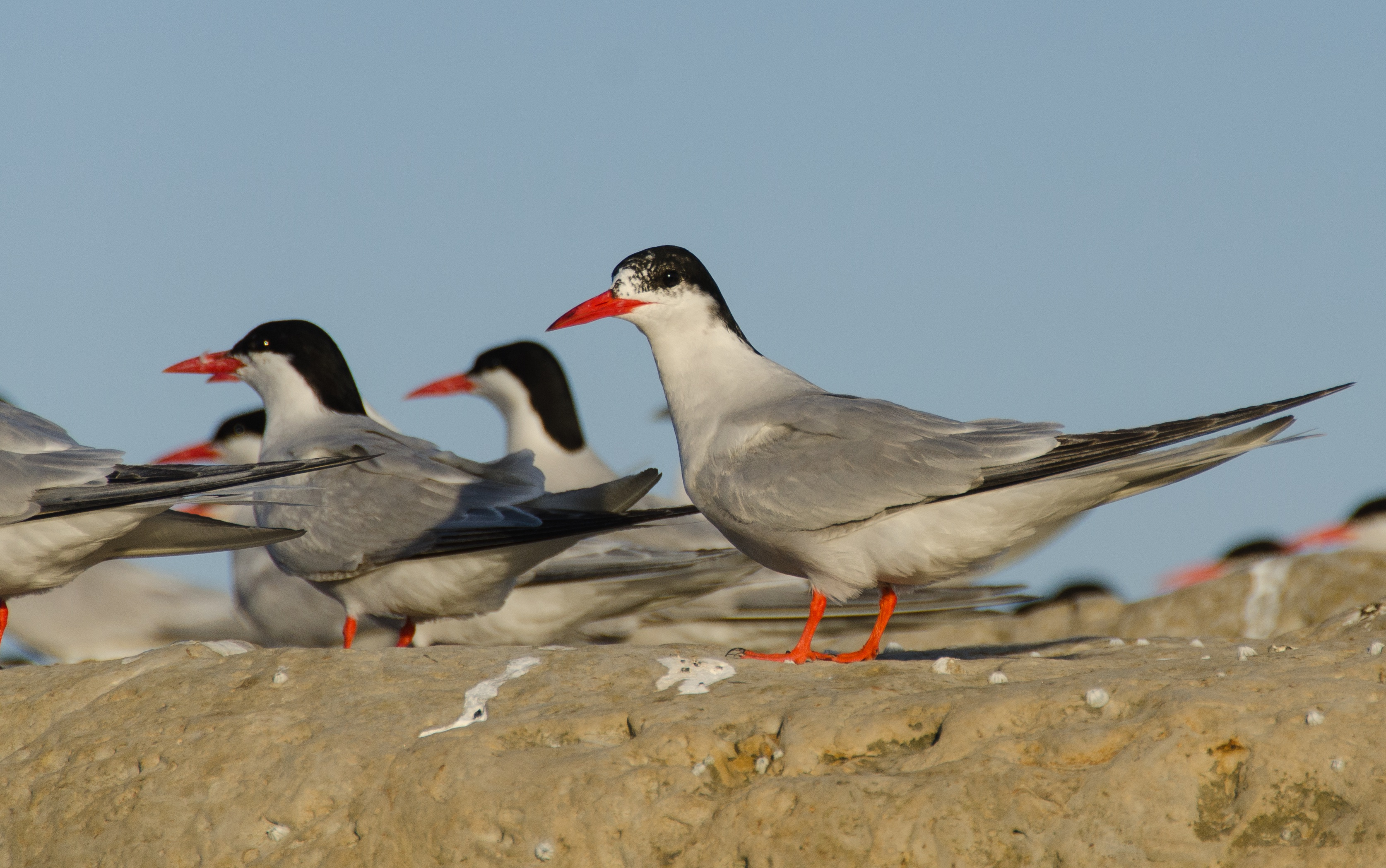
Zuid-Amerikaanse visdieven

De Zuid-Amerikaanse visdief (Sterna hirundinacea) is een zeevogel uit de familie van de meeuwen (Laridae) en de geslachtengroep sterns (Sternini).

## Verspreiding
Deze soort komt voor aan de kusten en eilanden van zuidelijk Zuid-Amerika, met name van de Peruaanse kust en zuidoostelijk Brazilië tot Vuurland en de Falklandeilanden.

## Status
De grootte van de populatie wordt geschat op 250 duizend tot één miljoen vogels. Op de Rode lijst van de IUCN heeft deze soort de status niet bedreigd.